# ブリュッセル航空の就航都市
ブリュッセル航空は2014年6月20日現在。以下の都市に就航している。

## 就航都市
| [Hub] | 拠点空港 |
| [F]   | 就航予定 |
| [S]   | 季節運航 |
| [T]   | 廃止路線 |

この一覧は未完成です。加筆、訂正して下さる協力者を求めています。